# Включай турбонаддув
Включай турбонаддув (англ. The Turbo Charged Prelude for 2 Fast 2 Furious) — американский короткометражный фильм 2003 года, снятый Филипом Г. Этвеллом по сценарию Кейта Динелли. Это первый короткометражный фильм франшизы «Форсаж», который является продолжением «Форсажа» (2001) и приквелом к «Двойному форсажу» (2003). В нём играет Пол Уокер. В фильме Брайан О’Коннер (Уокер) уезжает из Лос-Анджелеса, чтобы избежать задержания полицией.
Разработка короткометражного фильма началась после того, как было подтверждено, что Вин Дизель, сыгравший главную роль в оригинальном фильме, не появится во второй части. Помимо архивных кадров своего предшественника, «Включай турбонаддув» в основном представляет собой немой фильм, в котором нет оригинальных диалогов. Съемки проходили в Лос-Анджелесе и Майами.
«Включай турбонаддув» был впервые выпущен Universal Pictures 3 июня 2003 года и имел ограниченный прокат в США в связи с выходом второго форсажа. Позже он был включен в специальные домашние выпуски первого фильма.

## Сюжет
Брайан О’Коннер собирает чемоданы и уезжает из Лос-Анджелеса до того, как полиция Лос-Анджелеса успевает арестовать его за то, что он позволил Доминику Торетто сбежать. В то время как ФБР начинает на него национальную охоту, Брайан путешествует по Аризоне, Нью-Мексико и Техасу на Dodge Stealth 1991 года, выигрывая по пути деньги за уличные гонки.
В мотеле Сан-Антонио ему приходится бросить тачку, когда на его след нападают полицейские. В кафе его замечает местная девушка, она понимает, кто он, но помогает ему, подвезя до стоянки подержанных автомобилей. Там Брайан покупает зелёный Nissan Skyline GT-R R34. Продолжая выигрывать уличные гонки и модифицируя машину, Брайан путешествует по стране, пока не достигает Майами, где он видит модифицированную Toyota Supra и Mazda RX-7, прежде чем на экране появляется надпись «продолжение следует…».

## В ролях
- Пол Уокер в роли Брайана О’Коннера, беглеца, путешествующего по Соединенным Штатам в бегах от закона.
- В короткометражном фильме также представлены архивные кадры Вина Дизеля в роли Доминика Торетто из первого фильма, а Питер Эйлуорд и Родни Нил эпизодически появляются в роли полицейских. Минка Келли выступает в роли женщины, которая подвезла Брайана до Сан-Антонио.